# Distretto di Tando Allahyar
Il distretto di Tando Allahyar (in urdu: ضلع ٹنڈو اللہ یار) è un distretto del Sindh, in Pakistan, che ha come capoluogo Tando Allahyar. Nel 2010 possedeva una popolazione di circa 550.000 abitanti.